# Иманкара (сопка)
Иманкара (каз. Иманқара) или Имангара (каз. Иманғара) — невысокая сопка на северо-востоке Прикаспийской низменности. Находится на территории Жылыойского района Атырауской области Казахстана.
Сопка Иманкара обладает изометричной формой. Длина и ширина составляют 8—10 км, абсолютная высота — 200 м. Вершина плоская, выровненная. Приподнятый западный склон более крутой и расчленённый. На склонах произрастает пустынная растительность, преимущественно биюргун и полынь. Склоны используются как летние пастбища.
На вершине горы расположены могильники и курганы сакского периода (V век до н. э.). В древности вершина считалась священным местом.
В западном склоне Иманкары находится вход в одноимённую пещеру.